# 高野喜六
高野 喜六（たかの きろく、1881年10月1日 - 1939年1月15日）は、日本の政治家。衆議院議員（2期）。

## 経歴
福岡県出身。福岡県議となる。福岡県清徳炭坑、飯塚炭坑各坑長、嘉穂清涼飲料、嘉穂炭業、筑豊自動車各(株)社長などを務める。
1932年の第18回衆議院議員総選挙において福岡2区(当時)から立憲民政党公認で立候補して当選する。次の1936年の第19回衆議院議員総選挙で再選。1937年の第20回衆議院議員総選挙には出馬しなかった。1939年死去。